# Iberis gibraltarica
Iberis gibraltarica är en korsblommig växtart som beskrevs av Carl von Linné. Enligt Catalogue of Life ingår Iberis gibraltarica i släktet iberisar och familjen korsblommiga växter, men enligt Dyntaxa är tillhörigheten istället släktet iberisar och familjen korsblommiga växter. Arten har ej påträffats i Sverige. Inga underarter finns listade i Catalogue of Life.

## Bildgalleri

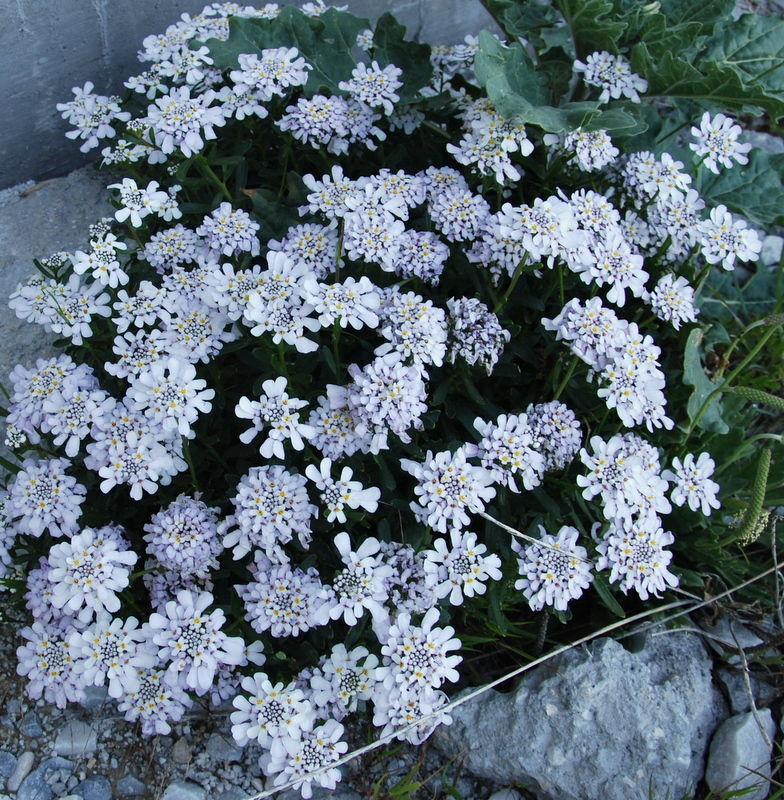